# ヤーコブス・アルミニウス

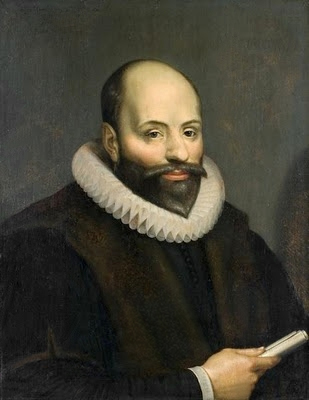
J・アルミニウス

ヤーコブス・アルミニウス（Jacobus Arminius, 1560年10月10日 - 1609年10月19日）は、オランダ（ネーデルラント連邦共和国）の神学者。ヤーコブ・ヘルマンスゾーン（Jakob Hermanszoon）ともいう。
1576年からライデン大学に学び、1582年にはジュネーヴに留学してテオドール・ド・ベーズの講義を聴講した。1588年からオランダ改革派として活動し、カルヴァンの予定説を攻撃したコールンヘルトを反駁するために研究を進めるうちに、「神は万人に救いを提供し、神の恩寵を受け容れるかどうかは各人の自由意志に任されている」という、カルヴァンの教説をやわらげる結論に到達した。
1603年、彼がライデン大学神学部の教授に招聘されるにおよんで、オランダ共和国を揺るがすほどの神学論争が巻きおこる。論争が未解決のうちに1609年、アルミニウスが没し、その後任に彼の弟子であるフォルチウスが任命されたのに対して、自ら神学者をもって任じていたイングランド国王ジェームズ1世は憤り、アルミニウスの著書を焼き捨てるよう公然と命じた。そのことは、オランダ国内の対立をいっそう深刻なものとし、少数派であったアルミニウス派（レモンストラント、Remonstrant）は、残忍な迫害を加えられた。

### 日本語訳
- ヨハン・ホイジンガ『レンブラントの世紀』（1968年、創文社歴史学叢書）
- エミール・レオナール『プロテスタントの歴史』（1968年、文庫クセジュ）